# Ratpenat cuacurt gros de Nova Zelanda
El ratpenat cuacurt gros de Nova Zelanda (Mystacina robusta) és una espècie de ratpenat de la família Mystacinidae que es podria haver extingit l'abril de l'any 1965.

## Descripció
- Mesura 90 mm de llargària total i 290-310 mm d'envergadura alar.
- Pesa entre 25 i 35 g.
- Orelles puntegudes.
- Cua curta (15 mm).
- Pelatge marró fosc.[2]

## Reproducció
Es pensa que és monògam.

## Dieta
Menja artròpodes, fruits, nèctar i pol·len, i potser també, cries d'ocells al niu.